# Aid Kid
Aid Kid, vlastním jménem Ondřej Mikula, (* 1993 Praha) je český hudební producent, skladatel, DJ a multimediální umělec. Působí především na pražské hudební scéně. Vystupuje sólově i v různých hudebních a audiovizuálních projektech, je známý svým experimentálním přístupem, kombinací elektroniky, živých nástrojů a improvizací.

## Kariéra
Jeho debutové eponymní album Aid Kid vyšlo v dubnu 2015 ve vlastní režii a získalo cenu Vinyla za Objev roku. Druhé album, Cinematographer’s Journal (2019, label Bigg Boss), vzniklo jako soundtrack k filmu o kameramanovi  Jaroslav Kučera – Deník režiséra Jakuba Felcmana.
V roce 2021 vyšlo album Collection, které tvoří sbírku skladeb z předchozích let. V roce 2023 vydal spolu s jazzovým pianistou Tomášem Sýkorou album Alchemy, které spojuje akustické trio s elektronikou.

### Spolupráce
Aid Kid se podílel jako producent nebo skladatel na projektech dalších umělců:
- album Řeka Lenky Dusilové (2020),[7]
- album Za vodou skupiny Dunaj (2021),[1]
- album Září skupiny Zvíře jménem Podzim (2019).[1]

Je také členem kapel založených hudebníkem Jakubem Königem Zvíře jménem Podzim, Kittchen a spolupracuje s audiovizuálním kolektivem Lunchmeat.

### Scénická a filmová hudba
Spolu s producentem Pjonim složil hudbu k filmu Arvéd (2022), za kterou získali cenu Českého lva. Je autorem či spoluautorem filmové hudby k filmům Přišla v noci (2023), Její tělo (2023), Sbormistr (2025), Karavan (2025) a dalším.
Je také autorem hudby pro divadelní inscenace, například v pražském Studiu Hrdinů nebo v brněnském HaDivadle.

## Diskografie
- Aid Kid (2015) – debutové album
- Cinematographer’s Journal (2019) – soundtrack
- Collection (2021) – sbírka skladeb
- Alchemy (2023) – s Tomášem Sýkorou

## Ocenění
- Cena Vinyla – Objev roku (2015) za debutové album Aid Kid.[3]
- Český lev za hudbu k filmu Arvéd (2022, spolu s Pjonim).[7]
- Ceny Anděl 2019 spolu s Pjonim jako producenti alba Září skupiny Zvíře jménem Podzim v kategorii Objev roku a Alternativa a elektronika[10]
- Ceny Anděl 2020 spolu s Petrem Ostrouchovem jako producenti alba Řeka Lenky Dusilové v kategorii Album, Skladba a Sólová interpretka[10]